# På vagt for at beskytte
På vagt for at beskytte er en film med ukendt instruktør.

## Handling
Om NATO.